# 龍田村 (熊本県)
龍田村（たつだむら）は、熊本県の北部、飽託郡にかつてあった村である。竜田村とも表記した。

## 地理
- 河川：白川

## 歴史
- 1889年4月1日 - 町村制が施行。弓削（ゆげ）、上立田（かみたつだ）、陳内（じんない）の3村が合併して発足。
- 1892年 - 飽田郡と託麻郡が合併して飽託郡となる。
- 1957年1月1日 - 熊本市に編入。

## 学校
- 龍田小学校
- 龍田中学校
- 龍田西小学校

## 交通
- 豊肥本線
  - 竜田口駅